# I.V. (X Japan-dal)
Az I.V. az X Japan japán heavymetal-együttes 19. kislemeze, mely 2008. január 23-án jelent meg az Extasy Records kiadásában. A kislemez az együttes első kiadványa 1997-es feloszlásukat követően. A dal a Fűrész IV. című amerikai horrorfilm betétdala. Az I.V.  első helyet ért el az iTuneson Japánban.

## Háttér
10 év után először, 2007. október 22-én jelentek meg együtt az X Japan tagjai Tokióban, hogy videóklipet forgassanak az I.V. című új dalukhoz. A dalt a Fűrész IV. című amerikai filmhez Yoshiki írta és a feloszlás előtti felállásban vehették fel, ugyanis 1998-ban elhunyt gitárosuk, hide korábban rögzített gitárjátékát is felhasználták. Yoshikit még 2007 júliusában keresték meg, hogy írjon betétdalt a Lionsgate új horrorfilmjéhez, a Fűrész filmsorozat negyedik részéhez. Yoshiki korábban a Lionsgate Katakombák című filmjéhez komponált betétdalt. Yoshiki úgy döntött, hogy a frissen újraalakult X Japannal adja elő a dalt.
A dal címe eredetileg az intravénás gyógyszeradagolás angol nyelvű rövidítéséből (I.V. drip) származik, csak később vették észre, hogy a film címéhez is passzol.
A dal videóklipjét a tokiói Aqua City tetején forgatták. A videóban az együttes egy felhőkarcoló tetején felállított színpadon adja elő a dalt. Az előadást mintegy 10 000 rajongó követte figyelemmel az utcán, ahol egy kivetítőn hide felvételei forogtak. Az elhunyt zenész Fernandes MG-120X típusú gitárját egy állványon a színpad mellé állították, jelképesen. A klip végén az együttes mesterséges esőben játszik, melyet tűzoltóautókkal és helikopterrel hoztak létre. A forgatási költségek 42 millió jenre rúgtak.
2010. január 9-én az együttes egy második klipet is forgatott a dalhoz a hollywoodi Kodak Theatre tetején, új tagjukkal, Sugizóval.

## Számlista
| #  | Cím  | Szerző(k) | Hossz |
| -- | ---- | --------- | ----- |
| 1. | I.V. | Yoshiki   | 5:04  |

## Fordítás
Ez a szócikk részben vagy egészben  az   I.V. (X Japan song) című angol Wikipédia-szócikk fordításán alapul.  Az eredeti cikk szerkesztőit annak laptörténete sorolja fel. Ez a jelzés csupán a megfogalmazás eredetét és a szerzői jogokat jelzi, nem szolgál a cikkben szereplő információk forrásmegjelöléseként.